# Sejm parczewski 1564
Sejm parczewski 1564 – sejm walny Korony Królestwa polskiego zwołany w kwietniu 1564 roku do Parczewa.
Sejmiki przedsejmowe odbyły się w maju 1564 roku. Marszałkiem sejmu obrano Mikołaja Sienickiego. Obrady sejmu trwały od 24 czerwca do 12 sierpnia 1564 roku. 
Sejm został zwołany przez króla Zygmunta Augusta, w celu kontynuacji prac nad unią polsko-litewską. 7 sierpnia 1564 roku na sejmie przyjęto uchwały soboru trydenckiego, które przedstawił nucjusz papieski Giovanni Commendone.